# Argyrodes reticola
Argyrodes reticola är en spindelart som beskrevs av Embrik Strand 1911. Argyrodes reticola ingår i släktet Argyrodes och familjen klotspindlar. Inga underarter finns listade i Catalogue of Life.